# Agelas I.
Agelas I. (altgriechisch Ἀγέλας Agélas), der Sohn des Ixion, war in der griechischen Mythologie ein König von Korinth.
Nach Eusebius von Caesarea regierte er für 37 Jahre. Er war der Vater des Prymnis, der ihm auf den Thron folgte.

## Weblink
- Merton-Manuskript, Seite 60 r (Latein)

| Vorgänger | Amt                                                         | Nachfolger |
| --------- | ----------------------------------------------------------- | ---------- |
| Ixion     | König von Korinth 998/7–965/4 v. Chr. (fiktive Chronologie) | Prymnis    |